# Sphaerophysa (ryby)
Sphaerophysa – rodzaj ryb z rodziny Nemacheilidae.

## Klasyfikacja
Gatunki zaliczane do tego rodzaju:
- Sphaerophysa dianchiensis